# Who Killed Gail Preston?
Who Killed Gail Preston? ist ein US-amerikanischer Kriminalfilm mit Rita Hayworth aus dem Jahr 1938. Als Vorlage diente die Geschichte Murder in Swingtime von Fred Pedersen.

## Handlung
Die temperamentvolle Gail Preston ist Sängerin in einem angesagten Nachtclub, der wie ein Gefängnis ausgestattet ist, in dem die Gäste wahlweise in Zellen ihre Drinks genießen dürfen. Durch ihre egozentrische und selbstherrliche Art macht sich Gail schnell Feinde unter den anderen Mitarbeitern des Clubs. Als sie bei einem ihrer Auftritte wie aus dem Nichts erschossen wird, kommen daher viele Verdächtige als Mörder in Frage. Inspector Tom Kellogg und sein unbeholfener Assistent Cliff Connolly übernehmen den Fall. Die Spur des Verbrechens führt zunächst zu einem Mann namens Owen. Als sich dieser jedoch das Leben nimmt, indem er vom Dach eines Hauses springt, und seine Pistole nicht als Tatwaffe identifiziert wird, geht die Suche weiter.  
In der Folge bemühen sich die Verdächtigen in den Besitz von Gails Tagebuch zu gelangen, in dem sie in delikaten Einzelheiten die Geheimnisse ihrer Kollegen beschrieb. Kellogg bringt diese dazu offenzulegen, was sie verbergen. Wie sich herausstellt, sind die meisten mehr oder weniger in illegale Geschäfte verwickelt, die allerdings in keinerlei Verbindung mit Gail stehen. Trotzdem wird der Leiter des Cluborchesters „Swing“ Traynor vorerst festgenommen, obgleich dessen heimliche Ehefrau Ann Bishop heftigst dagegen protestiert. Kellogg verspricht sich von der Festnahme, dass sich der wahre Täter nun in Sicherheit wiegt und alsbald einen entscheidenden Fehler begeht.
Als Kellogg entdeckt, dass die Mordwaffe an einem Scheinwerfer montiert und über eine trickreiche Konstruktion abgefeuert wurde, kommt ihm eine Idee. Er lässt alle Leute, sowohl Mitarbeiter als auch Gäste des Lokals, die Zeugen des Mordes wurden, in den Club bringen, um den Tathergang nachzustellen. Dabei lässt er den besagten Scheinwerfer über die Köpfe aller Verdächtigen schwenken, in der Hoffnung, dass der Täter befürchtet, die Pistole könne erneut losgehen, und sich daher in Panik selbst entlarvt. Und tatsächlich, Kelloggs Plan geht auf und der Mörder von Gail Preston ist schließlich gefasst.

## Hintergrund
Who Killed Gail Preston? ist ein Remake von Columbias Kriminalfilm Crime of Helen Stanley mit Gail Patrick und Ralph Bellamy aus dem Jahr 1934.
Bei den beiden Gesangseinlagen It’s Twelve O’Clock and All Is Not Well und The Greatest Attraction in the World wurde Rita Hayworth von Gloria Franklin synchronisiert. Um dem Publikum nicht schon vorzeitig zu suggerieren, dass Hayworth bereits sehr früh im Film ermordet wird, ließ Columbias Werbeabteilung Hayworth mit anderen Darstellern für die Presse fotografieren, mit denen sie im Film eigentlich keine Szenen teilt.

## Kritiken
„Selbst als Melodram der B-Film-Abteilung“ laufe Who Killed Gail Preston? „unweigerlich auf eine rhetorische Frage hinaus“, so Bosley Crowther von der New York Times. Die „naheliegende Antwort“ laute: „‚Wen kümmert es schon?‘“